# Лиманный (Волгоградская область)
Лиманный — посёлок в Палласовском районе Волгоградской области, административный центр Лиманного сельского поселения. Посёлок расположен на левом берегу реки Торгун, напротив посёлка Заливной. По автодорогам расстояние до районного центра города Палласовка составляет 24 км.
Население — 693 (2010)

## История
Предположительно основан во второй половине XX века как посёлок бригады № 1 колхоза им. Чапаева. 
Решением исполкома Волгоградского областного (сельского) Совета депутатов трудящихся от 29 октября 1964 года № 29/430 § 33 «О регистрации и наименовании вновь возникших населенных пунктов в некоторых районах области» был зафиксирован населенный пункт, возникший на базе бригады колхоза «Советская Россия» Краснодеревенского сельского Совета — х. Лиманный.
В 1987 году в целях устранения ошибок, допущенных в справочнике административно-территориального деления Волгоградской области, изданном в 1969 году, было решено включить в него посёлок Лиманный, административно подчиненный Палласовскому городскому Совету, вместо посёлка бригады № 1 колхоза им. Чапаева. На карте генштаба 1985 года отмечен как посёлок Садовогородный, на карте 1987 года как удалённая часть села Савинка.
До 1980-х годов здесь размещалась центральная усадьба откормсовхоза «Палласовский». После перевода совхозов на самофинансирование на базе Палласовского мясосовхоза и отделения совхоза «Фурмановский» был образован совхоз «Лиманный».
В 2004 году Законом Волгоградской области от 30 декабря 2004 года № 982-ОД «Об установлении границ и наделении статусом Палласовского района и муниципальных образований в его составе» в составе Палласовского района с центром в посёлке Лиманный было образовано Лиманное сельское поселение.

## Население
Динамика численности населения по годам:
| 2002 | 2010 |
| ---- | ---- |
| 676  | 693  |